# Râul Pojărel
Râul Pojărel este un curs de apă, afluent al râului Pojaru. 

## Hărți
- Harta Munților Postăvaru  Arhivat în 3 august 2008, la Wayback Machine.
- Harta Munții Piatra Mare [nefuncțională – arhivă]
- Harta Județului Brașov